# Chumchet
Chumchet (Nepali चुमचेत) ist ein Dorf und ein Village Development Committee (VDC) in Nepal im Distrikt Gorkha.
Das VDC Chumchet liegt im unteren Tsum-Tal oberhalb der Einmündung des Siyar Khola in den Budhigandaki. Talaufwärts liegt das VDC Chhaikampar. Im Westen grenzt das VDC an das VDC Bihi, im Norden an Tibet. Am westlichen Gebietsrand liegt der Gipfel des Chamar.

## Einwohner
Bei der Volkszählung 2011 hatte das VDC Chumchet 928 Einwohner (davon 434 männlich) in 266 Haushalten.

## Dörfer und Weiler
Chumchet besteht aus mehreren Dörfern und Weilern. 
Die wichtigsten sind:
- Chumchet (3300 m ⊙)
- Chumling (2363 m ⊙)
- Ripchet (2490 m ⊙)
- Yarchyo (3358 m ⊙)